# Prinia buchanani
La prinia frentirrufa (Prinia buchanani) es una especie de ave paseriforme de la familia Cisticolidae. Está distribuida  en Asia, encontrándose en matorrales espinosos de India y en la llanura del río Indo en Pakistán. No se reconocen subespecies.